# Bataille de Peleliu
Pour les articles homonymes, voir Peleliu.
 (juillet 2011).
Seconde Guerre mondiale - Guerre du Pacifique
Batailles
Campagne des îles Mariannes et Palaos
- Saipan
- Mer des Philippines
- Guam (1944)
- Tinian
- Peleliu
- Angaur

Japon :
- Raid de Doolittle
- Bombardements stratégiques sur le Japon (Tokyo
- Yokosuka
- Kure
- Hiroshima et Nagasaki)
- Raids aériens japonais des îles Mariannes
- Campagne des archipels Ogasawara et Ryūkyū
- Opération Famine
- Bombardements navals alliés sur le Japon
- Baie de Sagami
- Invasion de Sakhaline
- Invasion des îles Kouriles
- Opération Downfall
- Reddition du Japon

Pacifique central :
- Pearl Harbor
- Guam (1941)
- Wake
- Raid sur les îles Gilbert et Marshall
- Opération K
- Midway
- Opération RY
- Campagne des îles Gilbert et Marshall
- Campagne des îles Mariannes et Palaos
- Campagne des archipels Ogasawara et Ryūkyū
- Opération Inmate

Pacifique du sud-ouest :
- Nauru
- Invasion des Philippines (1941-42)
- Invasion des Indes orientales néerlandaises
- Opérations de l'Axe dans les eaux australiennes
- Raids aériens japonais sur l'Australie (1942-43)
- Opération Ke
- Campagne des îles Salomon
- Campagne de Nouvelle-Guinée
- Campagne des Philippines
- Campagne de Bornéo (1945)

Asie du sud-est :
- Invasion de l'Indochine (1940)
- Océan Indien (1940-45)
- Guerre franco-thaïlandaise
- Invasion de la Thaïlande
- Campagne de Malaisie
- Hong Kong
- Singapour
- Campagne de Birmanie
- Opération Kita
- Indochine (1945)
- Détroit de Malacca
- Opération Jurist
- Opération Tiderace
- Opération Zipper
- Bombardements stratégiques (1944-45)

Guerre sino-japonaise
Front d'Europe de l’Ouest
Front d'Europe de l’Est
Bataille de l'Atlantique
Campagnes d'Afrique, du Moyen-Orient et de Méditerranée
Théâtre américain
La bataille de Peleliu, nom de code opération Stalemate II (« Impasse » en français), s'est déroulée durant la Seconde Guerre mondiale entre les États-Unis et le Japon dans le Pacifique entre septembre et novembre 1944 sur l'île de Peleliu dans l'archipel des Palaos.
Les forces américaines, constituées à l'origine de la seule 1re division de Marines, plus tard renforcée par la 81e division d'infanterie de l'armée, se sont battues pour cette petite île de corail et son terrain d'aviation. Le général américain William H. Rupertus, le commandant de 1re division de Marines, avait prévu que l'île serait sécurisée en quatre jours, mais en raison de fortifications bien installées et de la forte résistance japonaise, les combats ont duré plus de deux mois. Cette bataille est sûrement la plus controversée de la guerre, en raison de la valeur stratégique douteuse de l'île et du grand nombre de morts. En effet, après la victoire américaine décisive dans la bataille de la mer des Philippines, l'amiral William Halsey estimait que l'aviation japonaise ne représentait plus une menace aussi sérieuse et l'objectif de Peleliu apparaissait donc moins stratégique.
Proportionnellement au nombre d'hommes impliqués, Peleliu a été après Iwo Jima la seconde bataille la plus meurtrière de la guerre du Pacifique pour les Américains, un tiers de ceux y étant engagés ayant été soit tués soit blessés ; en ne prenant en compte que les unités et bataillons d'infanterie de combat le taux de pertes sur l'île atteignit près de 65 %. Plus de 97 % des défenseurs japonais périrent de leur côté. Les deux armées se sont mutuellement annihilées dans une bataille d'attrition où la sauvagerie des deux camps et l’âpreté des combats, ont été jugées comme inégalées après-guerre par les vétérans des affrontements précédents et des suivants contre l'Empire nippon (politique d'absence de prise de prisonniers encore plus prononcée que lors de la plupart des autres batailles du Pacifique, prise de trophées et souvenirs de guerre à base de parties de corps humains, mutilation des cadavres, torture…).
Après la fin de la bataille, quelques escarmouches ont continué à éclater sporadiquement. Le dernier groupe de soldats japonais, constitué de 26 hommes, ne s'est rendu aux troupes américaines stationnées sur place que le 21 avril 1947, soit près de deux ans et demi après la fin de la conquête de l'île.

## Contexte
Durant l'été 1944, les victoires dans le Sud-Ouest et le Centre du Pacifique ont amené la guerre assez près du Japon pour permettre aux bombardiers américains de frapper le territoire japonais lui-même. Mais il y avait désaccord entre les deux stratégies proposées pour écraser l'empire du Japon. La stratégie de MacArthur était de reconquérir les Philippines, pour pouvoir se lancer ensuite à la conquête de l'archipel japonais. La stratégie de l'amiral Nimitz passait quant à elle par une reconquête méthodique des îles du Pacifique afin de pouvoir ensuite conquérir les îles du Japon les plus au sud.
Ces deux stratégies incluaient la conquête de l'archipel des Palaos, notamment des îles d'Angaur et de Peleliu, et la 1re division de Marines avait déjà été choisie pour l'assaut sur Peleliu. Peleliu est une petite île de treize kilomètres carrés à l'extrémité nord-est de l'archipel de Palau, à 900 km à l'est de Mindanao aux Philippines. Les deux commandants voulaient neutraliser une menace aérienne japonaise et construire leur propre terrain d'aviation. La nécessité d'une telle bataille a souvent été remise en question, même avant le début de celle-ci, et elle a été plus tard considérée comme inutile.

## Préparatifs

### Préparatifs japonais
Pendant l'été 1944, l'archipel des Palaos est défendu par environ 30 000 Japonais, avec environ 11 000 hommes à Peleliu, constitués de la 14e division d'infanterie ainsi que de travailleurs coréens et d'Okinawa. Le colonel Kunio Nakagawa (en), commandant du 2e régiment de la division, dirige l'aménagement des défenses de l'île.
Après la perte des îles Salomon, Marshall, Mariannes et Gilbert, l’armée impériale japonaise a mis sur pied une équipe de recherche chargée de mettre au point de nouvelles techniques de défense des îles. Avec l’assentiment du quartier-général impérial, le colonel Kunio Nakagawa choisit d’abandonner la stratégie de défenses sur les plages, ainsi que les contre-attaques suicides pour adopter la guerre d’usure (fukkaku).
Les débarquements ne seraient plus perturbés que par des positions fortifiées, et des contre-attaques coordonnées. Nakagawa concentre le gros des défenses à l’intérieur des terres, en utilisant au mieux la topographie du terrain accidenté de l’île, et en construisant un système de bunkers, de positions souterraines et de grottes fortifiées.

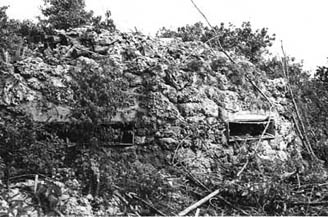
Fortifications japonaises.

La majorité des défenses de Nakagawa fut concentrée sur le point le plus élevé de l'île, les monts Umurbrogol (dominés par le rois Kar), ainsi que sur plusieurs collines et crêtes escarpées. Situé au centre de Peleliu, le mont Umurbrogol dominait une large partie de l’île, y compris le stratégique terrain d'aviation. Cette montagne comprenait quelque 500 grottes calcaires, connectées entre elles par des tunnels. Beaucoup étaient d'anciennes galeries de mine qui furent transformées en positions défensives. Les ingénieurs y ajoutèrent des portes coulissantes blindées en acier, munies de multiples ouvertures permettant de tirer avec des mitrailleuses, voire avec de l'artillerie. Les Japonais creusèrent et installèrent, en plus, diverses positions dans le mont Umurbrogol, armées de mortiers de 81 mm et de 151 mm, de canons de 20 mm, et soutenues par des blindés légers et des détachements anti-aériens. Les entrées des grottes étaient construites de manière à résister aux grenades et aux lance-flammes. Toutes ces grottes et ces bunkers étaient reliés entre eux, par un vaste système de tunnels s'étendant dans tout le centre de Peleliu, permettant aux Japonais de reculer et de réoccuper les positions au gré des besoins, tirant ainsi le meilleur parti de toutes ces positions.
Sur les plages, les Japonais utilisèrent, là aussi, le terrain à leur avantage. Le nord des plages de débarquement était situé en face d'un promontoire en corail de 9 mètres, qui avait une vue sur les plages à partir d'une petite péninsule, un endroit appelé plus tard « le Point » par les Américains. Des trous furent creusés dans l'arête pour y installer un canon de 47 mm, et 6 canons de 20 mm. Ces positions étaient fermées hermétiquement, laissant juste une meurtrière permettant de faire feu sur les plages. Des positions similaires étaient disposées le long des 3 km de plages. Les Japonais couvrirent les plages de centaines d'obstacles contre les péniches de débarquement, principalement des mines, de même qu'un grand nombre d'obstacles lourds pouvant parfois exploser s'ils étaient renversés. Un bataillon fut placé le long des plages pour les défendre contre les débarquements, même si les défenses sur les plages n'avaient pour but que de retarder l'avance américaine.

### Préparatifs américains
| Désignation                     | Commandant                        | Effectifs                                    |
| ------------------------------- | --------------------------------- | -------------------------------------------- |
| Flotte du Pacifique             | Amiral Chester Nimitz             |                                              |
| 3e Flotte                       | Amiral William F. Halsey          |                                              |
| TF 31 Joint Expeditionary Force | Vice-amiral Theodore S. Wilkinson |                                              |
| TF 32 Western Attack Force      | Contre-amiral Fort                |                                              |
| TF 32.1 Peliliu Attack Group    | Commodore Loud                    |                                              |
| TF 36 Expeditionary Troops      | Général Holland Smith             | Troupes débarquées                           |
| TF 36.1 Western Landing Group   | Général Roy Geiger                | III Amphibious Corps, commandement au combat |
| TF 36.1.1 Peliliu Landing Force | Général Rupertus                  | 1re division des Marines                     |

À l'inverse des Japonais qui avaient radicalement changé de tactique, le plan d'invasion américain était similaire aux débarquements précédents déjà effectués dans le Pacifique. Ils choisirent de débarquer sur les plages du sud-ouest, à cause de la proximité du terrain d'aviation. Le 1er régiment de Marines, commandé par Chesty Puller, avait pour mission de débarquer au nord des plages choisies, le 5e régiment de Marines, commandé par Harold « Bucky » Harris (en), devrait débarquer au centre, et le 7e régiment, commandé par Herman Hanneken, débarquerait au sud. Un régiment d'artillerie, le 1er régiment d’artillerie de l’USMC, débarquerait après les régiments d'infanterie. La mission des 1er et 7e régiments était de garder les flancs du 5e régiment pour lui permettre de s’emparer du terrain d'aviation. Le 5e régiment devait ensuite pousser jusqu'à la rive est pour couper l'île en deux. Le 1er régiment devrait alors avancer au nord jusqu'au mont Umurbrogol, tandis que le 7e régiment nettoierait le Sud de l'île. Seul un bataillon était en réserve, et la 81e division d'infanterie pouvant venir en soutien depuis Angaur, une île au sud de Peleliu.

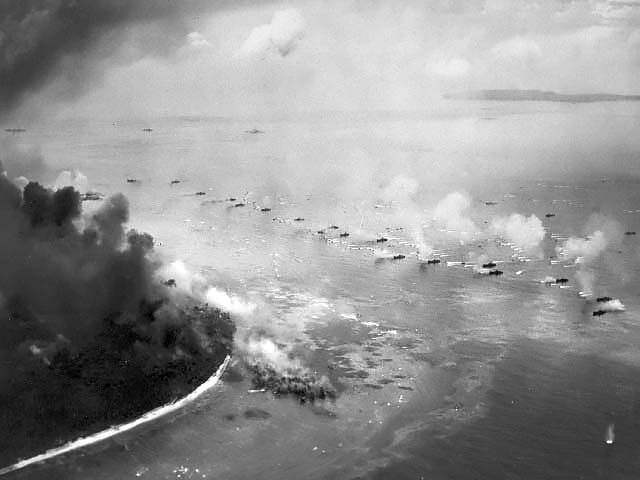
Une première vague de chalands américains se dirige vers la plage de débarquement le 15 septembre 1944-, alors que les navires bombardent le secteur en appui.

Le 4 septembre, les Marines embarquèrent à Pavuvu, au nord de Guadalcanal, pour une traversée de 3 400 km à travers le Pacifique jusqu'à Peleliu. Des équipes spécialisées de la marine, les UDT (Underwater Demolition Team, équipes de démolition sous-marine), commencèrent à nettoyer les plages de leurs obstacles, tandis que les navires de la marine commençaient à bombarder Peleliu le 12 septembre.
Les cuirassés Pennsylvania, Maryland, Mississippi, Tennessee et Idaho, les croiseurs lourds Columbus, Indianapolis, Louisville, Minneapolis et Portland, les croiseurs légers Cleveland, Denver et Honolulu, 3 porte-avions, et 5 porte-avions léger lancèrent 519 obus de 406 mm, 1 845 obus de 356 mm, 896 750 kg de bombes, et tirèrent environ 75 000 cartouches de calibre 12,7 mm sur la minuscule île de 13 km2. Les bombardements furent tels que le contre-amiral Jesse B. Oldendorf devait même déclarer la veille du jour-J : « Nous n’avons plus de cibles ».
Les Américains crurent les bombardements efficaces, comme le contre-amiral Jesse B. Oldendorf qui déclara que la marine avait atteint ses objectifs. En réalité, la majorité des positions japonaises étaient intactes. Même le bataillon laissé pour défendre les plages était pratiquement indemne. Durant cette phase, les défenseurs de l'île firent feu avec parcimonie, afin d'éviter de révéler leurs positions. Le bombardement réussit seulement à détruire le terrain d'aviation japonais sur l'île, ainsi que les bâtiments entourant le terrain. Les Japonais restèrent dans leurs positions fortifiées, prêts à attaquer les troupes qui n'allaient pas tarder à débarquer.

## La bataille

### Le débarquement
Les Marines débarquèrent à 8 h 32 le 15 septembre, le 1er régiment de Marines au nord sur « White Beach », et les 5e et 7e régiments respectivement au centre et au sud sur « Orange Beach ». Durant l'approche des péniches de débarquement, les Japonais ouvrirent le feu avec des munitions anti-navires de 47 mm et des canons de 20 mm. À 9 h 30, les Japonais avaient coulé 60 véhicules amphibies LVT et DUKW.

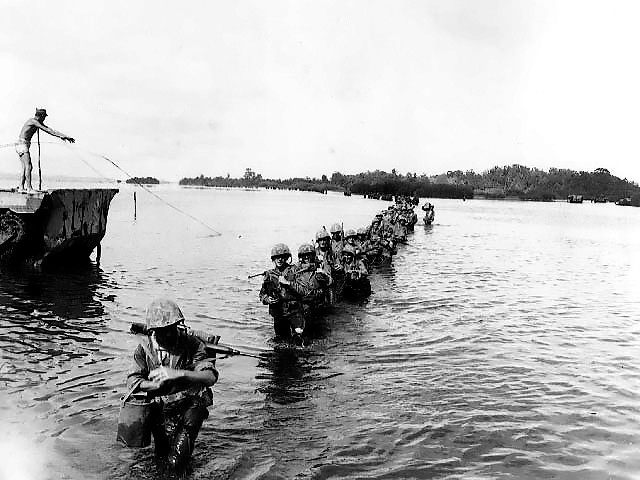
Des Marines s'apprêtent à poser pied sur la plage.

Le 1er régiment fut rapidement bloqué par un feu nourri venant du « Point ». Le commandant Chesty Puller échappa lui-même de peu à la mort quand un obus s'écrasa sur son véhicule LVT. Les moyens de communication furent anéantis par un obus de 47 mm. Le 7e régiment fit lui-même face à des problèmes similaires. Beaucoup de leurs LVT furent mis hors d'état durant l'approche, laissant leurs occupants s'échouer sur la barrière de corail, blessés, tout en étant fauchés par les mitrailleuses japonaises. Les pertes humaines étaient terrifiantes et ceux qui réussirent à rejoindre la plage vivants avaient perdu leurs fusils et d'autres équipements essentiels.
Le 5e régiment fit les meilleures avancées ce jour-là, grâce à son éloignement des positions de bombardement japonaises. Ses hommes poursuivirent en direction du terrain d'aviation, mais durent affronter la première contre-attaque de Nakagawa. La division blindée de ce dernier traversa le terrain d'aviation pour repousser les Marines, mais fut bientôt assaillie par tous les tanks américains disponibles, par les bombardements de la marine et des bombardiers en piqué. Les tanks de Nakagawa furent anéantis, avec l'infanterie qui les accompagnait.

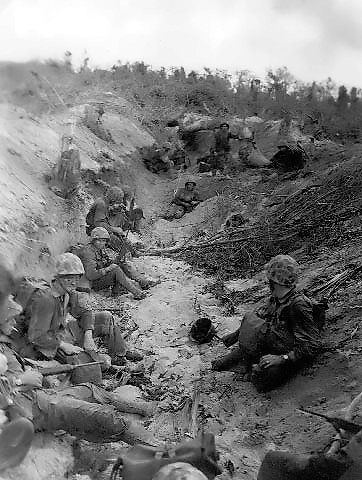
Des Marines attendent le moment de l'assaut dans une tranchée sur « Orange Beach ».

À la fin du Jour-J, les Américains tenaient une bande de 3 km de plage, mais pas beaucoup plus. Leur plus grosse poussée vers le sud leur avait permis d'avancer d'un kilomètre et demi dans les terres, mais le premier régiment n'avait pas pu faire de progrès à cause de l'action retardatrice du « Point ». Les Marines déplorèrent autour de 1 100 victimes, soit environ 200 morts et 900 blessés. Rupertus, toujours ignorant du changement de tactique japonais, avait cru que ceux-ci s'effondreraient une fois leur périmètre de défense percé.

### Le terrain d'aviation et le Sud de Peleliu
À J+1, le 5e régiment de Marines se mit en marche pour prendre le contrôle de l’aérodrome et atteindre le rivage est. Ses hommes avancèrent rapidement à travers le terrain d'aviation sous d'intenses bombardements émanant des hauteurs du Nord de l'île, et essuyèrent de lourdes pertes dans ce mouvement. Après la conquête du terrain d'aviation, ils s'avancèrent rapidement jusqu'à la partie orientale de Peleliu, laissant au 7e régiment le soin d’anéantir les défenseurs du Sud de l'île. Cette zone fut âprement défendue par les Japonais qui y occupaient encore de nombreux fortins. La température ambiante atteignait 46 °C, et les Marines eurent bientôt à déplorer des pertes à cause de la déshydratation. Pour compliquer les choses, le seul approvisionnement en eau disponible fut contaminé par du pétrole. À J+8, les 5e et 7e régiments de Marines avaient rempli leurs objectifs en occupant le terrain d'aviation et la partie sud de l'île.

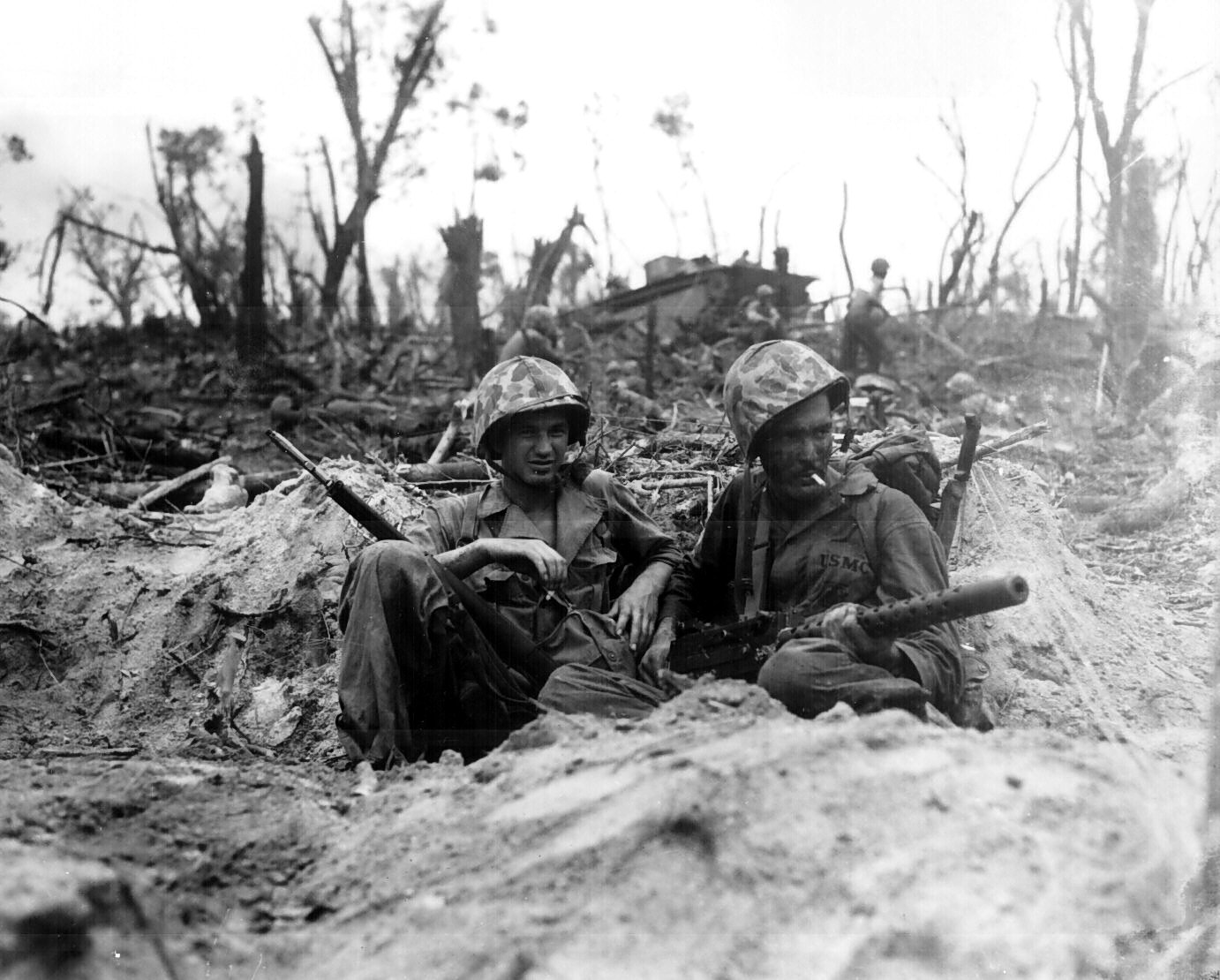
Deux Marines à Peleliu.

S’étant rapidement emparés de l’aérodrome, les forces américaines l'utilisèrent dès le troisième jour de la bataille. Des avions de reconnaissance L-3 Grasshopper débutèrent des missions de pointage pour l'artillerie des Marines et l'artillerie navale. Dès le 26 septembre (J+11), des F4U Corsair étaient basés sur l'aérodrome. Ces Corsair commencèrent des missions de bombardement en piqué sur Peleliu et utilisèrent aussi deux armes très utiles pour combattre les fortifications japonaises : des roquettes d'une part, afin de faire sauter l'entrée des grottes pour l'infanterie, et le napalm d'autre part. Ce dernier, utilisé pour la seconde fois dans le Pacifique, prouva son utilité en brûlant la végétation autour des défenses et en tuant leurs occupants.

### Le «Point»
Les fortifications du « Point » continuaient à causer de lourdes pertes sur les plages de débarquement. Puller donna l'ordre au capitaine George Hunt, commandant la compagnie K du 3e bataillon du 1er Marines, de prendre la position. La compagnie s'approcha du Point à court d'approvisionnement, ayant perdu la plupart de ses mitrailleuses en approchant par la plage. Un des pelotons de Hunt fut stoppé durant une journée entière. Le reste de la compagnie fut lui aussi en grand danger lorsque le flanc droit de la compagnie fut isolé. Mais bientôt, un peloton commença à enlever des positions japonaises une par une. En se dissimulant à l'aide de grenades fumigènes, ils prirent d'assaut chaque position, la détruisant à la grenade et au fusil. Après avoir détruit six positions de mitrailleuses, les Marines firent face à une grotte armée d'un canon de 47 mm. Un lieutenant aveugla la caverne avec une grenade fumigène, permettant à un caporal de lancer une grenade à l'intérieur. Les occupants furent forcés de sortir, et ils furent tous abattus.

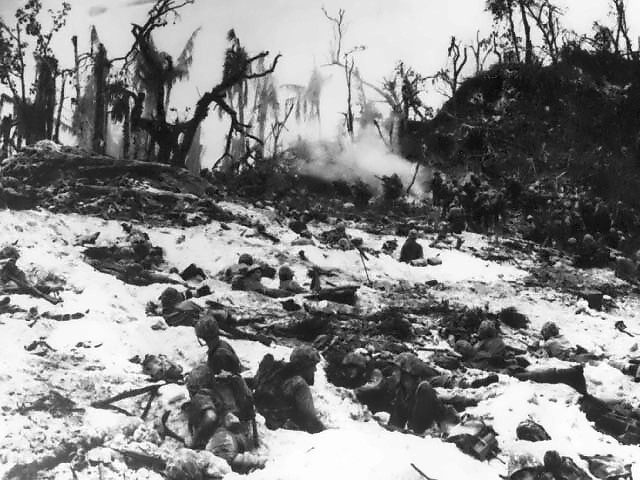
Des Marines observent leurs compagnons lancer des grenades dans un abri japonais à la fin de septembre.

La compagnie K avait capturé le « Point », mais Nakagawa lança contre-attaque après contre-attaque pour reconquérir le terrain. Les 30 heures suivantes virent se succéder quatre contre-attaques majeures contre une seule compagnie, dangereusement à court d'approvisionnement et d'eau. Les Marines se battirent bientôt au corps à corps pour repousser les défenseurs japonais. Avant l'arrivée des renforts, la compagnie fut réduite à 18 hommes valides, déplorant 157 pertes dans la bataille pour le « Point ».

### L'île Ngesebus

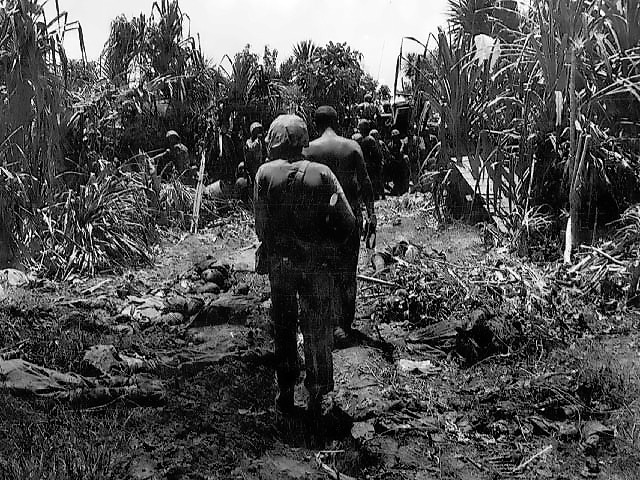
Des Marines passent devant des cadavres nippons alors qu'ils avancent plus profondément sur l'île.

Le 5e Marines, après avoir conquis l'aérodrome, fut envoyé pour prendre l'île Ngesebus, au nord de Peleliu. Ngesebus était occupé par plusieurs positions d'artillerie japonaises, et accueillait un aérodrome encore en construction. L'îlot était connecté à Peleliu par une petite chaussée, mais le commandant Bucky Harris dirigeant le 5e Marines opta plutôt pour un débarquement amphibie de rive à rive, prévoyant que la chaussée serait un objectif trop évident pour les défenseurs de l'île. Harris coordonna lui-même le bombardement de pré-débarquement le 28 septembre, fait par les canons de 150 mm de l'armée, par l'artillerie navale, par les obusiers du 11e Marines ainsi que par des attaques aériennes et des tirs de canon de 75 mm depuis les véhicules amphibies Landing Vehicle Tracked (LVT) qui approchaient de l'île. À l'inverse des bombardements sur Peleliu, les bombardements de Ngesebus furent eux, très efficaces, neutralisant la majorité des défenseurs japonais. Les Marines durent tout de même faire face à une certaine opposition sur les crêtes et dans les grottes, mais l'île tomba rapidement, avec des pertes minimales pour le 5e Marines. Il y eut seulement à déplorer 15 tués et 33 blessés, contre 470 pertes pour les Japonais.

### L'arête duNez sanglant
Après avoir neutralisé le « Point », le 1er régiment de Marines fit mouvement au nord pour attaquer la poche d'Umurbrogol, bientôt nommée « Nez sanglant » par les Marines. Puller emmena ses hommes dans de nombreux assauts, mais chaque attaque était rapidement repoussée par les Japonais. Le 1er Marines fut piégé dans des chemins étroits entre les crêtes montagneuses, chacune fortifiée de manière à pouvoir soutenir les autres et prenant les assaillants dans des feux croisés. Les Marines subirent de plus en plus de pertes, et avancèrent très lentement à travers les crêtes. Les Japonais, là encore, firent preuve de retenue dans leur feu, ne tirant que s’ils étaient certains d'infliger de grandes pertes. Pour infliger de plus grands dommages, les snipers japonais commençaient à tirer sur les brancardiers, sachant que si ceux-ci étaient touchés, d'autres viendraient les secourir et seraient eux aussi pris pour cible. À la place des charges suicides, les Japonais s'infiltraient au cœur des lignes américaines pour attaquer les Marines dans leurs refuges.

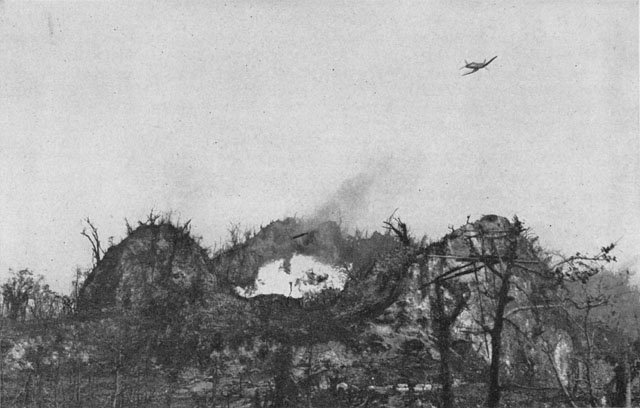
Un F4U Corsair bombarde le mont Umurbrogol dans lequel ont été creusées des casemates shōwa.

Une bataille particulièrement sanglante eut lieu quand le premier bataillon du 1er Marines, sous le commandement du major Raymond Davis, attaqua la colline 100. Après six jours de combat, le bataillon déplorait 71 % de pertes. Le capitaine Everett Pope (en) et sa compagnie pénétrèrent profondément dans les crêtes, avec ses 90 hommes restants pour s'emparer de ce qu'il croyait être la « colline 100 ». Il fallut toute une journée de combats sanglants pour parvenir à ce que Pope croyait en être la crête mais il se retrouva à la base d'une autre crête, occupée par encore plus de défenseurs japonais. Coincés à la base de cette crête, Pope et ses soldats créèrent un petit périmètre de défense, qui fut attaqué sans relâche par les Japonais pendant la nuit. Les Américains manquèrent rapidement de munitions et durent lutter contre les attaquants au corps à corps, voire en jetant des coraux et des caisses de munitions vides sur les Japonais. Pope et ses hommes réussirent à tenir jusqu'à l'aube. Après avoir évacué le poste, il ne restait plus que 9 hommes valides au sein de la compagnie. Le capitaine Pope reçut la médaille d'honneur pour ces actions.
Finalement, les Japonais infligèrent 60 % de pertes au 1er régiment de Marines de Puller, qui perdit 1 749 hommes sur environ 3 000. Après six jours de combats meurtriers sur le mont Umurbrogol, le général Roy Geiger, commandant le III Amphibious Corps, envoya des éléments de la 81e division d'infanterie à Peleliu pour relever le régiment. Le 321e régiment de combat débarqua sur les plages ouest de Peleliu, au nord du mont Umurbrogol, le 23 septembre. Le 321e régiment et le 5e et 7e Marines attaquèrent successivement le mont Umurbrogol, déplorant chacun des pertes similaires. À la mi-octobre, les 5e et 7e Marines avaient tous deux perdu environ la moitié de leurs hommes. Roy Geiger décida d’évacuer toute la 1re division de Marines pour la remplacer par des troupes de la 81e division d'infanterie. Le 323e régiment débarqua le 15 octobre, et à partir de la troisième semaine d'octobre, la plupart des Marines avaient été évacués à Pavuvu. Les troupes de l'armée terminèrent la bataille contre les Japonais restants sur l'arête du « Nez sanglant », combattant pendant encore un mois entier avant d'être entièrement maîtres de l'île. De petits groupes de soldats japonais continuèrent cela dit à mener une guérilla jusqu'en février 1945.
Nakagawa, dans les dernières heures de la bataille, déclara que « Notre épée est cassée et nous avons été à court de lances ». Il brûla alors les couleurs de son régiment et commit seppuku. Il fut promu au grade de général de corps d'armée à titre posthume pour son courage montré sur Peleliu.

### Conséquences

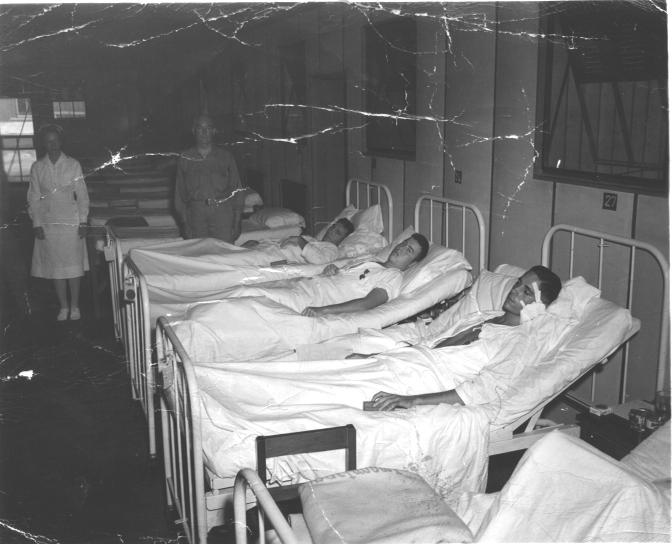
Marines à l'hôpital de Guadalcanal après avoir été blessés à la bataille de Peleliu.

La réduction de la poche japonaise autour du mont Umurbrogol est considérée comme le combat le plus difficile que l'armée américaine ait rencontré durant toute la Seconde Guerre mondiale. La 1re division de Marines avait subi de telles pertes qu'elle est restée hors de combat jusqu'à l’invasion d'Okinawa le 1er avril 1945. Au total, la 1re division déplora plus de 6 000 pertes durant son mois sur Peleliu, soit plus du tiers de ses effectifs. La 81e division d'infanterie déplora 3 000 pertes durant son séjour sur l'île. Du côté japonais, 10 695 soldats furent tués et seulement 202 faits prisonniers.
La bataille a été très controversée en raison du manque de valeur stratégique de l'île. L'aérodrome ne fut que très peu utilisé pour la campagne des Philippines, qui était pourtant le but de l'avancée américaine dans le Pacifique Sud. L'île ne fut jamais utilisée comme relais pour de grandes opérations d'invasion. Ce fut l'atoll d’Ulithi, dans l'archipel des Carolines au nord des Palaos, qui fut utilisé comme base relais pour l'invasion d’Okinawa. De plus, l'amiral Halsey argumentait que les Japonais présents dans le secteur des Palaos, ayant subi de très grandes pertes, n'étaient pas en mesure de gêner l'invasion des Philippines. Il a été dit que le seul gain a été l'expérience de combat acquise lors de l'attaque des positions fortifiées de l'île.
Sur les recommandations de l'amiral William F. Halsey, l'occupation prévue des îles de Yap, toujours dans les Palaos, fut annulée. Halsey avait aussi recommandé l'annulation des débarquements sur Peleliu et sur Angaur, afin que Marines et soldats soient plutôt envoyés sur l'île de Leyte. Le débarquement de MacArthur s'y effectua alors que la bataille de Peleliu était encore en cours, démontrant ainsi l'inutilité de l'île pour ce débarquement. Mais la proposition de Halsey fut rejetée par Nimitz, celui-ci pensant que l'île pouvait être conquise très vite et servir d'aérodrome de soutien pour le débarquement aux Philippines.
Le Japon, quant à lui, utilisa des tactiques identiques avec un grand succès à Iwo Jima et Okinawa, infligeant les pires pertes à l'armée américaine de toute la guerre du Pacifique.
Peu de reportages furent faits sur la bataille. À cause de la prédiction de conquête en « trois jours » de Rupertus, seulement six journalistes la suivirent. Aux États-Unis, elle fut largement éclipsée par le retour de MacArthur aux Philippines et la poussée des Alliés à travers la France et la Belgique en Europe.

### Décorations
La décoration la plus prestigieuse, la Medal of Honor, a été donnée à huit soldats pour les combats à Peleliu, dont cinq à titre posthume (indiquées par *) :
- Caporal Lewis K. Bausell*, 1er bataillon 5e Marines
- Soldat première classe Arthur J. Jackson, 3e bataillon 7e Marines
- Soldat première classe Richard E. Kraus*, 8e bataillon amphibie
- Soldat première classe John D. New*, 2e bataillon 7e Marines
- Soldat première classe Wesley Phelps*, 3e bataillon 7e Marines
- Capitaine Everett P. Pope, USMC, 1er bataillon 1er Marines
- Soldat première classe Charles H. Roan*, 2e bataillon 7e Marines
- Premier lieutenant Carlton R. Rouh, 1er bataillon 5e Marines

Un navire américain, l'USS Peleliu, a été nommé en l'honneur de cette bataille.

## Sources

## Culture générale

### Filmographie
- Documentaire The War de Ken Burns, épisode 9 Dans la merde jusqu'au cou.
- The Pacific (épisodes 5, 6 et 7), une mini-série de HBO produite par Tom Hanks.

### Littérature
La bataille fait l'objet d'un manga nommé Peleliu: Guernica of Paradise (en)